# Fanny Jönsson
Fanny Jönsson, född 29 januari 1990, är en svensk journalist och ledarskribent. Hon är fast krönikör på Aftonbladets ledarsida sedan 2023.
Jönsson är uppvuxen i Jönköping och har en journalistutbildning från Södertörns högskola. Hon är profilerad inom klimatfrågor och har tidigare bland annat arbetat som kommunikatör på Greenpeace. Hon skriver även i Dagens ETC och Flamman.